# Rhynchosia acuminatissma
Rhynchosia acuminatissma är en ärtväxtart som beskrevs av Friedrich Anton Wilhelm Miquel. Rhynchosia acuminatissma ingår i släktet Rhynchosia och familjen ärtväxter. Inga underarter finns listade i Catalogue of Life.